# Volvo Tennis Cup 1979
Volvo Tennis Cup 1979 - жіночий тенісний турнір, що проходив на відкритих кортах з твердим покриттям Ramapo College в Мава (США). Належав до турнірів категорії AA в рамках Colgate Series 1979. Турнір відбувся вдруге і тривав з 20 вересня до 26 вересня 1979 року. Перша сіяна Кріс Еверт здобула титул в одиночному розряді й отримала за це 14 тис. доларів США.

## Фінальна частина

### Одиночний розряд
Кріс Еверт —  Трейсі Остін 6–7(2–7), 6–4, 6–1
- Для Еверт це був 8-й титул в одиночному розряді за сезон і 93-й — за кар'єру.

### Парний розряд
Трейсі Остін /  Бетті Стов —  Міма Яушовец /  Регіна Маршикова 7–6(7–4), 2–6, 6–4

## Розподіл призових грошей
| Дисципліна       | П       | F      | ПФ     | ЧФ     | 1/8  | 1/16 |
| Одиночний розряд | $14,000 | $7,000 | $3,400 | $1,800 | $900 | $450 |

## Нотатки
1. ↑  Турніри з призовими для жінок принаймні 75 тис. доларів.[1]